# Halldor Skard
Halldor Skard (ur. 11 kwietnia 1973 r. w Oslo) – norweski narciarz, specjalista kombinacji norweskiej, złoty medalista olimpijski, dwukrotny medalista mistrzostw świata oraz pięciokrotny mistrzostw świata juniorów.

## Kariera
Po raz pierwszy na arenie międzynarodowej Halldor Skard pojawił się 16 marca 1990 roku w Oslo, kiedy zajął 38. miejsce w zawodach Pucharu Świata rozgrywanych metodą Gundersena. Był to jego jedyny pucharowy występ w sezonie 1989/1990, a że nie wywalczył punktów to nie został uwzględniony w klasyfikacji generalnej. Niecałe dwa tygodnie później wystąpił na Mistrzostwach Świata Juniorów w Štrbskim Plesie, gdzie wspólnie z kolegami zdobył złoty medal w zawodach drużynowych. Pierwsze pucharowe punkty zdobył dopiero 22 stycznia 1994 roku w Trondheim zajmując 42. miejsce w Gundersenie (w sezonach 1993/1994-2001/2002 obowiązywała punktacja Pucharu Świata). Ani we wcześniejszych ani w późniejszych konkursach sezonu 1993/1994 Skard już się nie pojawił i w klasyfikacji generalnej zajął 72. miejsce. Do tego czasu zdobył kolejne cztery medale na mistrzostwach świata juniorów: srebrny drużynowo w Reit im Winkl w 1991 roku, złote drużynowo i indywidualnie w 1992 roku w Vuokatti oraz złoty drużynowo na Mistrzostwach Juniorów w Harrachovie w 1993 roku.
Pierwsze sukcesy w kategorii seniorów osiągnął w sezonie 1994/1995. Wystartował w siedmiu z dziesięciu zawodów Pucharu Świata, za każdym razem plasując się w czołowej dziesiątce, przy czym 28 stycznia 1995 roku w Vuokatti po raz pierwszy stanął na podium zajmując drugie miejsce w Gundersenie. W klasyfikacji generalnej pozwoliło mu to zająć ósme miejsce. Ponadto podczas Mistrzostw Świata w Thunder Bay w 1995 roku wspólnie z Bjarte Engenem Vikiem, Fredem Børre Lundbergiem i Knutem Tore Apelandem wywalczył srebrny medal w sztafecie. Lepsi od Norwegów byli tylko reprezentanci Japonii, trzecie miejsce przypadło Szwajcarom. W zawodach indywidualnych nie wystartował. Najlepsze wyniki w Pucharze Świata Halldor osiągnął w sezonie 1995/1996, który ukończył na piątej pozycji. Dwukrotnie znalazł się na podium, w obu przypadkach na trzecim stopniu: 10 lutego we francuskim Chaux-Neuve oraz 16 marca 1996 roku w Oslo. Punktował we wszystkich startach. Najsłabszy wynik osiągnął w pierwszych zawodach sezonu, 6 grudnia 1995 roku w Steamboat Springs, gdzie był osiemnasty.
Na Mistrzostwach Świata w Trondheim w 1997 roku razem z Vikiem, Apelandem i Lundbergiem wywalczył złoty medal w sztafecie. Norwegowie wyprzedzili drugich na mecie Finów o 55 sekund. Zawody indywidualnie ukończył na jedenastej pozycji, chociaż po skokach zajmował piąte miejsce. Na trasie biegowej nie należał do najszybszych i w efekcie wypadł z czołowej dziesiątki. W rywalizacji pucharowej dwukrotnie stanął na podium, w tym 11 grudnia 1996 roku w Steamboat Springs odniósł swoje pierwsze i zarazem ostatnie pucharowe zwycięstwo. Na podium stanął także 8 marca 1997 roku w Lahti, gdzie był drugi w Gundersenie. Było to ostatnie miejsce na podium zawodów Pucharu Świata w karierze Norwega. W klasyfikacji generalnej sezonu 1996/1997 zajął ostatecznie siódmą lokatę. Skard startował w zawodach pucharowych do zakończenia sezonu 2000/2001, jednak osiągał coraz słabsze wyniki. W tym czasie najlepiej prezentował się w sezonie 1999/2000, zajmując w klasyfikacji generalnej 16. miejsce. Najbliżej podium był 8 lutego 2000 roku w japońskiej miejscowości Nozawa Onsen, gdzie zajął czwarte miejsce w sprincie. Ostatnią dużą imprezą w jego karierze były Igrzyska Olimpijskie w Nagano w 1998 roku. Razem z Bjarte Engenem Vikiem, Kennethem Braatenem i Fredem Børre Lundbergiem zdobył drużynowo złoty medal. Po skokach Norwegowie znaleźli się na trzeciej pozycji, tracąc do prowadzących Finów osiem sekund, a do drugich Austriaków 4 sekundy. W biegu reprezentacja Norwegii należała do najszybszych na trasie, dzięki czemu na mecie stawili się jako pierwsi, z przewagą ponad minuty nad Finami o ponad półtorej minuty nad Francuzami, którzy zdobyli brązowe medale. Indywidualnie wypadł jednak bardzo słabo. Po skokach zajmował dopiero 42. miejsce i przed biegiem tracił do prowadzącego Vika pięć i pół minuty. Rywalizacji na trasie biegowej nie ukończył i nie został sklasyfikowany.
Halldor Skard startował także w zawodach Pucharu Świata B (obecnie Puchar Kontynentalny), w których czterokrotnie stawał na podium. Trzykrotnie zwyciężył: 4 grudnia w Lillehammer oraz 11 i 18 grudnia 1994 roku w Vuokatti. W klasyfikacji generalnej najlepszy wynik osiągnął w sezonie 1993/1994, który ukończył na piątej pozycji. W 2001 roku zakończył karierę.

## Osiągnięcia

### Igrzyska Olimpijskie
| Miejsce | Dzień     | Rok  | Miejscowość | Konkurencja          | Wynik zwycięzcy | Strata | Zwycięzca        |
| ------- | --------- | ---- | ----------- | -------------------- | --------------- | ------ | ---------------- |
| DNF     | 14 lutego | 1998 | Nagano      | Gundersen K-90/15 km | 41:21.1 min     | -      | Bjarte Engen Vik |
| 1.      | 20 lutego | 1998 | Nagano      | Sztafeta K-90/4x5 km | 54:11.5 min     | -      | -                |

### Mistrzostwa świata
| Miejsce | Dzień     | Rok  | Miejscowość | Konkurencja          | Wynik zwycięzcy | Strata      | Zwycięzca     |
| ------- | --------- | ---- | ----------- | -------------------- | --------------- | ----------- | ------------- |
| 2.      | 10 marca  | 1995 | Thunder Bay | Sztafeta K-90/4x5 km | 56:20.2 min     | +1:54.6 min | Japonia       |
| 11.     | 22 lutego | 1997 | Trondheim   | Gundersen K-90/15 km | 43:43.1 min     | +2:50.2 min | Kenji Ogiwara |
| 1.      | 23 lutego | 1997 | Trondheim   | Sztafeta K-90/4x5 km | 52:18.0 min     | -           | -             |

### Mistrzostwa świata juniorów
| Miejsce | Dzień    | Rok  | Miejscowość   | Konkurencja          | Wynik zwycięzcy | Strata | Zwycięzca      |
| ------- | -------- | ---- | ------------- | -------------------- | --------------- | ------ | -------------- |
| 1.      | 28 marca | 1990 | Štrbské Pleso | Sztafeta K-88/3x5 km | ?               | -      | -              |
| 2.      | 9 marca  | 1991 | Reit im Winkl | Sztafeta K-90/3x5 km | ?               | ?      | Czechosłowacja |
| 1.      | 19 marca | 1992 | Vuokatti      | Gundersen K90/10 km  | ?               | -      | -              |
| 1.      | 23 marca | 1992 | Vuokatti      | Sztafeta K-90/3x5 km | ?               | -      | -              |
| 1.      | 4 marca  | 1993 | Harrachov     | Sztafeta K-90/3x5 km | ?               | -      | -              |

### Puchar Świata

#### Miejsca w klasyfikacji generalnej
- sezon 1993/1994: 72.
- sezon 1994/1995: 8.
- sezon 1995/1996: 5.
- sezon 1996/1997: 7.
- sezon 1997/1998: 28.
- sezon 1998/1999: 40.
- sezon 1999/2000: 16.
- sezon 2000/2001: 61.

#### Miejsca na podium chronologicznie
| Nr | Data             | Miejscowość       | Konkurencja          | Wynik zwycięzcy | Pozycja | Strata      | Zwycięzca         |
| -- | ---------------- | ----------------- | -------------------- | --------------- | ------- | ----------- | ----------------- |
| 1. | 28 stycznia 1995 | Vuokatti          | Gundersen K90/15 km  | ?               | 2.      | +14.4 s     | Knut Tore Apeland |
| 2. | 10 lutego 1996   | Chaux-Neuve       | Gundersen K90/15 km  | ?               | 3.      | +2:19.0 min | Kenji Ogiwara     |
| 3. | 16 marca 1996    | Oslo              | Gundersen K115/15 km | 42:47.0 min     | 3.      | +3:14.4 min | Bjarte Engen Vik  |
| 4. | 11 grudnia 1996  | Steamboat Springs | Gundersen K90/15 km  | ?               | 1.      | -           | -                 |
| 5. | 8 marca 1997     | Lahti             | Gundersen K116/15 km | 42:47.0 min     | 2.      | +2:00.2 min | Hannu Manninen    |

### Puchar Kontynentalny

#### Miejsca w klasyfikacji generalnej
- sezon 1993/1994: 5.
- sezon 2000/2001: 22.

#### Miejsca na podium chronologicznie
| Nr | Data             | Miejscowość | Konkurencja         | Wynik zwycięzcy | Pozycja | Strata | Zwycięzca     |
| -- | ---------------- | ----------- | ------------------- | --------------- | ------- | ------ | ------------- |
| 1. | 4 grudnia 1994   | Lillehammer | Gundersen K90/15 km | ?               | 1.      | -      | -             |
| 2. | 11 grudnia 1994  | Vuokatti    | Gundersen K90/15 km | ?               | 1.      | -      | -             |
| 3. | 18 grudnia 1994  | Vuokatti    | Gundersen K90/15 km | ?               | 1.      | -      | -             |
| 4. | 20 stycznia 2001 | Klingenthal | Gundersen K90/10 km | ?               | 3.      | ?      | Matthias Looß |